# ويليام باركر (سياسي)
ويليام باركر (بالإنجليزية: William Parker)‏ هو سياسي أمريكي، ولد في 7 نوفمبر 1793، وتوفي في 29 أكتوبر 1873. حزبياً، نشط في حزب اليمين. وقد انتخب عمدة بوسطن ‏ (6 يناير 1845 – 27 فبراير 1845).